# Doechii
Jaylah Ji'mya Hickmon (Tampa, 14 de agosto de 1998), conhecida profissionalmente como Doechii (/ˈdoʊtʃi/), é uma rapper, cantora e compositora norte-americana. Depois de lançar seu EP de estreia, Oh the Places You'll Go (2020), ela se tornou proeminente no TikTok com o sucesso viral de "Yucky Blucky Fruitcake" em 2021. Ela então assinou com a Top Dawg Entertainment em uma colaboração com a Capitol Records, pelo qual lançou seu segundo EP, She / Her / Black Bitch, em 2022. "What It Is (Block Boy)", um single seu lançado em 2023 e que conta com a participação de Kodak Black, marcou sua primeira entrada na parada musical da Billboard Hot 100 e recebeu certificação de platina pela Recording Industry Association of America (RIAA). No ano seguinte, ela lançou a mixtape Alligator Bites Never Heal (2024), que recebeu aclamação da crítica especializada.
Doechii foi premiada com o prêmio de estrela em ascensão da Billboard Women in Music em 2023 e recebeu indicações para três prêmios Grammy, para dois MTV Video Music Awards, para um BET Award e para dois Soul Train Music Awards. Sua mixtape Alligator Bites Never Heal ganhou o Grammy 2025 de Melhor Álbum de Rap. No mesmo ano, Doechii venceu os prêmios de Arista Revelação Notável (Outstading New Artist) na 56.ª edição do NAACP Image Awards e foi novamente destaque no evento Billboard Women in Music, sendo, desta vez, considerada a Mulher do Ano.
A cantora hitou no ano de 2025 com a canção ‘Anxiety’, que conta com o sample da música ‘Somebody That I Used to Know’ do cantor belga-australiano Gotye de 2011, que o próprio cantor sampleou o som de sua música do violista brasileiro Luiz Bonfá, da música ‘Seville’, de 1967.

## Começo da vida
Jaylah Ji'mya Hickmon nasceu em 14 de agosto de 1998, em Tampa, Flórida, Estados Unidos, onde também cresceu. Ela tem duas irmãs gêmeas mais novas. Ela descreveu sua educação como cristã. Em 2016, Doechii frequentou a Howard W. Blake High School em Tampa, e cresceu fazendo aulas de ballet, sapateado, atuação, animação de torcida e ginástica. Ela tinha planos de se tornar uma cantora de coral profissional até que uma amiga a encorajou a produzir e lançar sua música online como uma artista independente.

## Carreira
Ela começou a escrever poesia e rap no ensino médio, e fazia música já antes de 2014. Doechii lançou sua música de estreia, "Girls", no SoundCloud em 2016, como Iamdoechii. Seu projeto, Coven Music Session, Vol. 1, foi lançado em 2019.
O EP de estreia de Doechii, Oh the Places You'll Go, foi autofinanciado e lançado em 2020. O projeto foi descrito pela revista Rolling Stone como um mix de pop, dance, e hip hop. "Yucky Blucky Fruitcake", um single do EP lançado em setembro de 2020, foi inspirado pela leitura de The Artist's Way, e se tornou viral no TikTok em 2021, ganhando atenção das gravadoras. Também em 2021, ela lançou seu segundo EP, Bra-Less; ela participou da música de Isaiah Rashad, "Wat U Sed", do seu álbum, The House Is Burning, se apresentando com Rashad nos prêmios BET Hip Hop de 2021; e também abriu os shows da turnê de SZA em 2021. Em março de 2023, ela assinou com a Capitol Records com Chris Turner (A&R) e a Top Dawg Entertainment, fazendo Doechii a primeira rapper feminina nesse último selo. No mesmo mês, ela lançou "Persuasive", seu primeiro single através da Top Dawg, e participou como artista convidada na música de David Guetta e Afrojack, "Trampoline", junto de Missy Elliott e Bia.
Em abril de 2022, ela lançou a música "Crazy" com um videoclipe. Seu segundo EP e primeiro lançamento com um selo de gravadora tradicional, "She / Her / Black Bitch", foi lançado em 5 de agosto de 2022. Sua performance da música "Persuasive" de julho de 2022 foi indicada à Performance Push do ano no MTV Music Awards de 2022.
Doechii se apresentou na 22ª edição do festival Coachella, em abril de 2023. Também em 2023, Doechii estreou como atriz em Earth Mama, um filme de drama dirigido por Savanah Leaf. Em agosto de 2024, Doechii lançou seu terceiro mixtape, Alligator Bites Never Heal, com uma imensa recepção positiva da crítica. Dehacordo com fork, "seu lançamento mais ambicioso e musicalmente diverso", repleto de "lados lúdicos e melódicos sem abrir mão do hip-hop contundente". A mixtape foi indicada à 67ª edição do Grammy anual de Melhor Álbum de Rap. Em outubro de 2024, Doechii participou do álbum de Tyler, the Creator, Chromakopia.

## Estilo musical
Mankaprr Conteh, da Rolling Stone, descreveu o rap de Doechii como "animado", e sua narrativa musical como "peculiar". Sua música tem sido comparada pela crítica à Nicki Minaj, Missy Elliott, e Azealia Banks. Ela descreve seu trabalho como hip hop alternativo, e citou Minaj, Lauryn Hill, Kanye West, Tyler, The Creator, Kendrick Lamar, e SZA como suas maiores influências musicais.

## Vida pessoal
Doechii atualmente reside em Los Angeles, mas morou em Nova York por algum tempo antes da pandemia de COVID-19. Ela também publicou vlogs no YouTube sobre sua vida diária durante esse período. Doechii é bissexual. Em uma entrevista de 2024 dada a Joe Budden, ela divulgou que ela recentemente ficara sóbria, depois de um estilo de vida onde ela bebia muito.

## Discografia
Mixtapes
- Coven Music Session, Vol. 1 (2019)
- Oh the Places You'll Go (2020)
- Alligator Bites Never Heal (2024)

## Turnês
Como artista principal
- Alligator Bites Never Heal Tour (2024)

Como convidada
- Doja Cat – The Scarlet Tour (2023)[33]

## Filmografia
| Ano  | Título     | Papel | Notas  |
| ---- | ---------- | ----- | ------ |
| 2023 | Earth Mama | Trina | [ 34 ] |

## Prêmios e indicações
| Organização              | Ano  | Categoria                                  | Indicações                  | Result   | Ref.   |
| ------------------------ | ---- | ------------------------------------------ | --------------------------- | -------- | ------ |
| BET Awards               | 2023 | Best New Artist                            | Ela mesma                   | Indicado | [ 35 ] |
| BET Hip Hop Awards       | 2023 | Melhor Artista Revelação de Hip Hop        | Ela mesma                   | Indicado | [ 36 ] |
| Billboard Women in Music | 2023 | Estrela em Ascensão                        | Ela mesma                   | Venceu   | [ 37 ] |
| GLAAD Media Awards       | 2023 | Artista de Música Revelação Extraordinária | Ela mesma                   | Indicado | [ 38 ] |
| Grammy Awards            | 2025 | Melhor Novo Artista                        | Ela mesma                   | Indicado | [ 39 ] |
| Grammy Awards            | 2025 | Melhor Performance de Rap                  | "Nissan Altima"             | Indicado | [ 39 ] |
| Grammy Awards            | 2025 | Melhor Álbum de Rap                        | Alligator Bites Never Heal  | Venceu   | [ 39 ] |
| iHeartRadio Music Awards | 2024 | Melhor Novo Artista Pop                    | Ela mesma                   | Indicado | [ 40 ] |
| iHeartRadio Music Awards | 2024 | Melhor Novo Artista de Hip-Hop             | Ela mesma                   | Indicado | [ 40 ] |
| iHeartRadio Music Awards | 2024 | TikTok Bop of the Year                     | "What It Is (Solo Version)" | Indicado | [ 40 ] |
| MTV Video Music Awards   | 2022 | Performance Push do noo                    | "Persuasive"                | Indicado | [ 41 ] |